# Sayaun Thunga Phool Ka
"Kết từ muôn hoa" (tiếng Nepal: सयौं थुँगा फूलका Sayauñ thungā phulkā) là quốc ca của Nepal. Bài quốc ca này được chính thức công nhận (bởi phát ngôn viên chính phủ lâm thời – ông Subash Chandra Nemwang) ngày 3 tháng 8 năm 2007 trong buổi lễ tổ chức tại hội trường của Ủy ban Kế hoạch Nhà nước (National Planning Commission) tại Singha Durbar (Cung điện Sư tử). Trước đó, Rastriya Gaan là quốc ca của nước này, được lựa chọn vào năm 1962.
Phần lời được viết bởi nhà thơ Pradeep Kumar Rai, bút danh Byakul Maila. Amber Gurung đảm trách phần nhạc. Ca từ của bản quốc ca này khá đơn giản, ngợi ca nền độc lập tự chủ, sự đoàn kết, dũng cảm, tự hào cũng như cảnh sắc tươi đẹp, sự phát triển, hòa bình, đa dạng tự nhiên và văn hóa, bày tỏ thái độ tôn kính đối với tổ quốc Nepal. Tháng 8 năm 2016, BBC đã xếp Sayaun Thunga Phool Ka đứng thứ ba trong danh sách "Rio 2016: Những bài quốc ca hay nhất" (Rio 2016: The most amazing national anthems).

## Lời

### Tiếng Nepal
| Ký tự Devanagari | Ký tự Latinh | Ký tự Kirin | Chuyển tự IPA |
| --- | --- | --- | --- |
| 𝄆 सयौं थुँगा फूलका हामी, एउटै माला नेपाली सार्वभौम भई फैलिएका, मेची-महाकाली। 𝄇 प्रकृतिका कोटी-कोटी सम्पदाको आंचल वीरहरूका रगतले, स्वतन्त्र र अटल। ज्ञानभूमि, शान्तिभूमि तराई, पहाड, हिमाल अखण्ड यो प्यारो हाम्रो मातृभूमि नेपाल। बहु जाति, भाषा, धर्म, संस्कृति छन् विशाल अग्रगामी राष्ट्र हाम्रो, जय जय नेपाल। | 𝄆 Sayauñ thungā phulkā hāmi, euṭai mālā Nepāli, Sārvabhaum bhai phailiekā, Meci-Mahākāli. 𝄇 Prakritikā koṭi-koṭi sampadāko āñcala, Virharukā ragatale, svatantra ra aṭala. Gyānabhumi, sāntibhumi Tarāi, Pahāḍ, Himāla, Akhanḍa yo pyāro hāmro mātribhumi Nepāla. Bahul jāti, bhāsā, dharma, sañskriti chan visāla, Agragāmi rāsṭra hāmro, jaya jaya Nepāla! | 𝄆 Сәйәун тҳунга фулка ҳами, эут̣әй мала Непали, Сарвәбҳәум бҳәй фәйлиека, Мечи-Мәҳакали. 𝄇 Прәкритика кот̣и-кот̣и сәмпәдако анчәлә, Вирҳәрука рәгәтәле, свәтәнтрә рә әт̣әлә. Гянәбҳуми, сантибҳуми Тәрай, Пәҳад̣, Ҳималә, Әхәнд̣ә ё пяро ҳамро матрибҳуми Непалә. Бәҳул ҷати, бҳаса, дҳәрмә, сәнскрити чҳән висалә, Әгрәгами раст̣рә ҳамро, ҷәйә-ҷәйә Непалә! | 𝄆 [sʌ.jʌ̃ũ̯ tʰuŋ.ɡa ɸul.ka ɦa.mi ǀ eu̯.ʈʌi̯ ma.la ne.pa.li ǀ] [sar.bʌ.bʱʌu̯m bʱʌi̯ ɸʌi̯.li.e.ka ǀ me.t͡si ma.ɦa.ka.li ‖] 𝄇 [pɾʌ.kɾi.ti.ka ko.ʈi ko.ʈi ǀ sʌm.pʌ.da.ko ã.t͡sʌ.lʌ ǀ] [bir.ɦʌ.ɾu.ka rʌ.ɡʌ.tʌ.le ǀ so.tʌn.tɾʌ ɾʌ ʌ.ʈʌ.lʌ ‖] [ɡja.nʌ.bʱu.mi san.ti.bʱu.mi ǀ tʌ.ɾai̯ pa.ɦaɽ ɦi.ma.lʌ ǀ] [ʌ.kʰʌɳ.ɖʌ jo pja.ɾo ɦam.ɾo ǀ mat.ɾi.bʱu.mi ne.pa.lʌ ‖] [bʌ.ɦul d͡za.ti bʱa.sa dʱʌɾ.mʌ ǀ sʌ̃s.kɾi.ti t͡sʰʌn bi.sa.lʌ ǀ] [ʌɡ.ɾʌ.ɡa.mi ɾas.ʈɾʌ ɦam.ɾo ǀ d͡zʌ.e d͡zʌ.e ne.pa.lʌ ‖] |

### Tiếng Việt
𝄆 Được kết thành từ muôn đóa, chúng ta là vòng hoa của mảnh đất Nepal
Trải từ Mechi tới Mahakali trong sự độc lập tự do 𝄇
Chiếc khăn dài vô tận của thiên nhiên giàu có
Từ máu của những con người anh dũng, một đất nước tự do và không gì lay chuyển nổi
Vùng đất của tri thức, hòa bình, những đồng bằng, đồi và núi cao
Không thể tách rời, nơi đây đất mẹ mến yêu, Tổ quốc Nepal
Với nhiều chủng tộc, ngôn ngữ, tôn giáo, và văn hóa đa dạng
Nơi đây đất nước đang trên đà phát triển của chúng ta, Nepal!

## Lịch sử
Sau quyết định đã được nhất trí vào ngày 19 tháng 5 năm 2006 bởi Hạ nghị viện (Pratinidhi Sabha) của Vương quốc Nepal, Rastriya Gaan không còn là quốc ca nữa. Hội đồng tuyển chọn (The National Anthem Selection Task Team - NASTT) đã chọn bài hát của tác giả Byakul Maila (tên thật: Pradeep Kumar Rai) làm quốc ca mới của Nepal. Bài quốc ca mới đã vượt qua tất cả 1272 bài hát được đệ trình khác trên toàn quốc. Sayaun Thunga Phool Ka được chính thức chấp thuận vào ngày 20 tháng 4 năm 2007.
Ngày 3 tháng 8 năm 2007, bài hát được Hạ nghị viện chính thức tuyên bố là quốc ca mới của Nepal.

## Chỉ trích
Trong quá trình phỏng vấn tuyển lựa, Byakul Maila đã được yêu cầu phải chứng minh rằng mình không phải một người bảo hoàng và vướng vào rắc rối khi ông bị phát hiện là đã từng biên tập một tập thơ có sự tham gia của nhà vua.

### Từ phía những người Cộng sản
Một số người trong chính quyền Nepal theo chủ nghĩa Cộng sản của Mao Trạch Đông (Chủ nghĩa Mao) muốn quốc ca phải mạnh mẽ hơn, có chất cách mạng hơn, giống như Quốc tế ca của Quốc tế Cộng sản.